# Hololena curta
Hololena curta là một loài nhện trong họ Agelenidae.
Loài này thuộc chi Hololena. Hololena curta được Henry Christopher McCooki miêu tả năm 1894.